# Estadio Daniel Villa Zapata
El estadio Daniel Villa Zapata, es un estadio de fútbol situado en la ciudad de Barrancabermeja (Santander).

## Historia
Desde la década de los 40s se generó en las autoridades locales la preocupación de construir un estadio municipal que resolviera la necesidad de un espacio para la práctica de la cultura física. Sin embargo, es durante la siguiente década y con recursos provenientes de los comités cívicos y del Plan Piloto (un acuerdo firmado entre Ecopetrol y el  municipio debido a la reversión de la Concesión de Mares) que se da inicio a la materialización del proyecto.
El proyecto inicial, diseñado por el ingeniero Guillermo González Zuleta, con un cálculo de 7 millones de pesos colombianos y una duración de 5 años contaba con campo de fútbol, velódromo, cancha para atletismo y basquetbol. Además, con la posibilidad de ampliarlo para construir espacios de práctica para los deportes acuáticos debido a la cercanía de la Ciénaga Miramar.
Entre los nombres que pudo tener se encuentran Estadio Alicia I, en honor a la primera reina del deporte de la ciudad y  Estadio Oro Negro, término con el que también es conocido el petróleo. Finalmente fue bautizado Daniel Villa Zapata mediante el Acuerdo 023 del 8 de febrero de 1965 en honor al odontólogo antioqueño, pero que su afición a los deportes (sobre todo al fútbol), lo llevó a ser uno de los más importantes dirigentes deportivos de la época. El estadio iba a ser construido al lado del Hospital San Rafael, pero la empresa petrolera Ecopetrol donó los terrenos donde está ubicado en la actualidad.
En 1971 fue la sede de local del equipo Oro Negro en la Categoría Primera A.
Desde el año 1992 (dos años después de la fundación del Alianza Petrolera) fue sede del equipo, y llegó a ser el escenario del partido de ida de la final en la Temporada 2002 contra Centauros Villavicencio, el 17 de diciembre de 2002. El encuentro quedó 0-0. No obstante, en el partido de vuelta Alianza Petrolera perdió en Villavicencio 1-0.
El Atlético Bucaramanga ha jugado como local algunos partidos en este estadio.
Además del fútbol, el campo ha sido usado para otras competencias deportivas como béisbol, softbol y patinaje, destacando el XII Campeonato Nacional de Béisbol en 1966, el VI Campeonato Nacional de Softbol en 1973 y sede del campeonato mundial de patinaje de velocidad en la modalidad de pista de ruta (pista asfaltada) en el año 1996 para la rama juvenil y en el año 2000 para las ramas juvenil y mayores.

### Proceso de remodelación

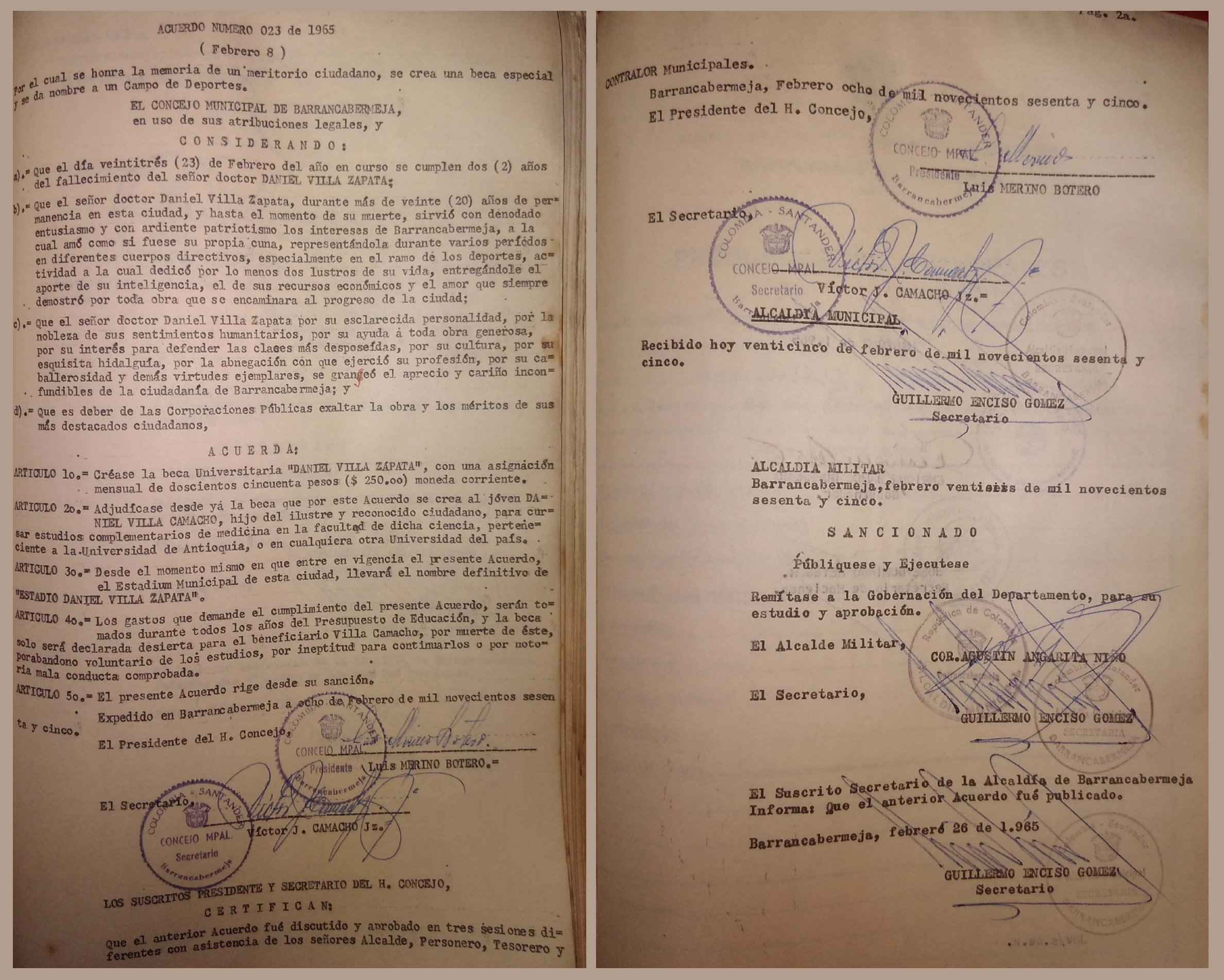
Acuerdo 023 del 8 de febrero de 1965, por el cual se le da el nombre Daniel Villa Zapata al estadio de fútbol de Barrancabermeja.

Por la obsoleta infraestructura que tenía el estadio Daniel Villa Zapata, se demolió totalmente y se reconstruyó, adaptándolo a las necesidades actuales de un escenario deportivo. Además, se amplió su capacidad de 8000 a 10 400 espectadores. Pese a que no se amplió mucho su capacidad, se modernizó, haciéndolo apto para recibir partidos profesionales en Primera División, con las exigencias de seguridad e infraestructura establecidas por la FIFA.